# Herbert Wille

Herbert Wille (1991)

Herbert Wille (* 16. Januar 1944 in Balzers) ist ein liechtensteinischer Jurist und Politiker (FBP). Er war von 1986 bis 1993 als Regierungschef-Stellvertreter Mitglied der Regierung des Fürstentums Liechtenstein.

## Biografie
Wille studierte Rechtswissenschaft in Freiburg im Üechtland und promovierte 1972. 1970 bis 1986 war er als Ressortsekretär Regierungssekretär-Stellvertreter in der liechtensteinischen Regierung tätig. 1986–1993 war er Regierungschef-Stellvertreter in der Regierung Hans Brunharts. Seit 1993 ist Wille Forschungsbeauftragter für Recht am Liechtenstein-Institut, wo er über das liechtensteinische Recht forscht.
1993 war Wille in eine Kontroverse mit Fürst Hans-Adam II. verwickelt, nachdem er in einem Vortrag den Vorrang des Staatsgerichtshofs vor dem Fürsten bei der Auslegung der liechtensteinischen Verfassung bei Streitigkeiten zwischen Fürst und Landtag vertreten hatte. Hans Adam II. teilte ihm daraufhin mit, dass er ihn nicht mehr für ein öffentliches Amt ernennen werde. Wille legte daraufhin 1995 Beschwerde beim Europäischen Gerichtshof für Menschenrechte (EGMR) ein. Die Beschwerde wurde 1999 geschützt.